# Rettungshundestaffel
Eine Rettungshundestaffel ist eine Einheit des Katastrophenschutzes, die auf die Suche nach Personen mittels ausgebildeter Rettungshunde spezialisiert ist.
Rettungshundestaffeln verschiedener Hilfsorganisationen sind unterschiedlich organisiert, können aber jederzeit gemeinsam in den Einsatz gehen und somit organisationsübergreifend Menschen suchen und auffinden. Die Gemeinsamkeit besteht für alle Staffeln darin, dass sie aus Rettungshundeteams bestehen. Als Transportmittel für die Suchhunde dienen in der Regel entweder spezielle Anhänger oder Boxen in Kombifahrzeugen.